# Iryna Kryuko
Iryna Kryuko (belarusiska: Ірвна Крыўко), född 30 juli 1991, är en vitrysk skidskytt som debuterade i världscupen i december 2011. Hennes första pallplats i världscupen kom i och med andraplatsen i masstart den 17 december 2017 i Annecy i Frankrike.